# Naina
Pour plus de détails, voir Fiche technique et Distribution.
Naina (Evil Eyes) est un film d'horreur indien réalisé par Shripal Morakhia, sorti en 2005.
Il donne la vedette à Urmila Matondkar, Anuj Sawhney et Malavikka. La musique est composée par Salim-Sulaiman. Lors de sa sortie le film suscite la controverse car il traite du don de cornée, un sujet qui prête à polémique en Inde.

## Synopsis
En 1986 une jeune fille qui se prénomme Naina (Urmila Matondkar) perd la vue et ses parents à la suite d'un accident de voiture. 
Quelques années plus tard Naina reçoit une greffe de cornée qui lui permet de recouvrer la vue. Néanmoins, elle commence à se plaindre de visions.

## Fiche technique
- Titre original : Naina
- Titre original en hindi : नैना
- Titre international : Evil Eyes
- Réalisation : Shripal Morakhia
- Scénario : Sagar Pandya et Anjum Rajabali, d'après une histoire de Shripal Morakhia, 
  - d’après l’histoire originale The eye créé par Oxide Chun Pang et Danny Pang
- Musique : Salim Merchant
- Direction artistique : Cathy Featherstone et Muneesh Sappel
- Décors : Muneesh Sappel
- Costume : Muneesh Sappel
- Photographie : C.K. Muralidharan
- Son : Peter Maxwell, Kath Pollard
- Montage : Sanjay Sharma et Amitabh Shukla
- Production : Firuzi Khan et Ashish Bhatnagar

Production exécutive : Rakesh Mehra
Production déléguée : Arunima Roy
- Sociétés de production[2] : iDream Productions
- Sociétés de distribution :
  - Inde : iDream Productions
  -  Mondial : Ardustry Home Entertainment (Tous médias)
- Budget : n/a
- Pays d'origine :  Inde
- Langue originale : hindi, anglais
- Format[3] : couleur - 35 mm - 2,35:1 (Cinémascope) - son Dolby Digital
- Genre : épouvante-horreur, thriller, drame
- Durée : 104 minutes
- Dates de sortie[4] :
  - Inde : 20 mai 2005

## Distribution
Sauf indication contraire, les informations mentionnées dans cette section peuvent être confirmées par la base de données cinématographiques IMDb,  présente dans la section « Liens externes ».
- Urmila Matondkar : Naina Shah
- Anuj Sawhney : Dr. Samir Patel
- Malavikka : Shweta Konnur
- Amardeep Jha (en) : Somabai
- Kamini Khanna : M. Shah
- Sulabha Arya : Parvati Amma
- Morne Botes : victime du feu
- Dinesh Lamba : Rathore
- Rahul Nath : le fantôme
- Anthony Rosato : l'officier de police[5]

## Réception

### Box-office
Naina a une mauvaise ouverture à la billetterie avec des recettes qui s'élèvent à  28 966 000 roupies lors de son premier weekend, il finit par engranger 37 244 000 roupies ; il est qualifié de « désastre».